# Радянсько-афганський договір про дружбу (1921)
Радянсько-афганський договір про дружбу — угода, підписана 28 лютого 1921 року між РРФСР і Еміратом Афганістаном в Москві народним комісаром з іноземних справ РРФСР Георгієм Чичеріним і Левом Караханом з однієї сторони та надзвичайним послом Афганістану Мухаммедом Валі-ханом і Гулям Саддик-ханом з іншої сторони. Набрала чинності 14 жовтня 1921 року.
Договір став міцною основою для розвитоку дружніх відносин між РРФСР і Афганістаном.

## Передісторія
Афганський емір Аманулла-хан 7 квітня 1919 року направив Володимиру Леніну і Михайлу Калініну листа, в якому сповіщав, що вважає невідкладно необхідним зробити заяву про «єднання і дружбу». Аналогічний лист був відправлений міністром іноземних справ Афганістану до Георгія Чичеріна. 27 травня пішли у відповідь лист Володимира Леніна і Михайла Калініна Амануллі і нота Народного комісаріату іноземних справ РРФСР до афганського міністерства іноземних справ. В цих документах віталися наміри афганського уряду встановити дружні відносини з російським народом і пропонувалося зробити обмін дипломатичними представниками. Влітку 1919 року радянський повноважний представник Яків Суріц прибув до Афганістану, а в жовтні того ж року афганська місія на чолі з Мухаммедом Валі-ханом була прийнята в Москві, де і розпочались перемовини щодо радянсько-афганської угоди.
Велика Британія була вимушена в серпні 1919 року визнати незалежність Афганістану, проте не відмовилась від намірів залишити над ним своє фактичне панування і всіляко робила спроби зірвати радянсько-афганські перемовини. У червні 1920 року в Кабулі була викрита інспірована Великою Британією змова проти Аманулли. Ця обставина підсилила прагнення Афганістану до зближення з РРФСР і 13 вересня 1920 року в Кабулі була підписана прелімінарна угода між двома країнами.
У січні 1921 року британський надзвичайний уповноважений Генрі Доббс передав афганському уряду проект англо-афганської угоди, згідно якої Афганістан мав задовольнити низку політичних вимог Великої Британії, відмовитися від укладення радянсько-афганської угоди і обмежитися лише торговими відносинами з РРФСР. Проте, незважаючи на спротив англофільських кіл Афганістану, перемовини в Москві були успішно завершені і радянсько-афганська угода підписана.

## Зміст
У преамбулі угоди була вказано, що вона підписана «в цілях зміцнення дружніх відносин між Росією і Афганістаном та огородження дійсної незалежності Афганістану». Сторони визнавали незалежність друг друга, погоджувались встановити нормальні дипломатичні відносини (стаття 1) та обмінятися посольствами і консульствами, які будуть «взаємно і рівноправно» користуватися всіма привілеями «у згоді із звичаями міжнародного права» (стаття 3).
РРФСР і Афганістан взаємно зобов'язались «не вступати з третьою державою у військові чи політичні угоди, які б доставили шкоду одній з сторін, що домовляються» (стаття 2).
Радянський уряд надавав Афганістану «вільний і безмитний транзит через свою територію всякого роду вантажів, закуплених Афганістаном як в самій Росії… так і безпосередньо за кордоном» (стаття 6), погоджувався надати йому фінансову та матеріальну допомогу.